# Matthias Büssem
Matthias Büssem (* 7. März 1834 in Viersen; † 30. Januar 1914 in Steele) war ein deutscher Geistlicher.

## Leben
Der Sohn eines Handwerkers studierte nach dem Schulbesuch an der Westfälischen Wilhelms-Universität in Münster und an der Alma Mater Rudolphina in Wien Theologie. Am 3. September 1860 wurde er in Köln zum Priester geweiht. Als Seelsorger kam er nach Essen und wurde am 20. Januar 1888 Dechant in der Gemeinde St. Laurentius.
Büssem war zusammen mit Weihbischof Fischer an der Einweihung der Mariensäule am Grendplatz in Steele am 8. Dezember 1889 beteiligt. Zudem war er Mitglied im Denkmalkomitee des Kriegerdenkmals, ebenfalls auf dem Grendplatz in Steele, das am 28. August 1892 eingeweiht wurde. Das Denkmal zeigte Kaiser Friedrich III. und erinnerte an die Gefallenen der Deutschen Einigungskriege 1866 und 1870/71. Es ist heute nicht mehr vorhanden.

## Ehrungen
Am 26. September 1910 wurde Büssem anlässlich seines 50-jährigen Dienstjubiläums in Steele zum Ehrenbürger ernannt. Er hatte sich durch den Ausbau des Laurentius-Hospitals, die Schaffung der ambulanten Krankenpflege für Minderbemittelte und durch den Bau des St.-Anna-Stifts hohe Verdienste erworben.
Die Büssemstraße in Steele ist am 19. Mai 1926 nach ihm benannt worden, ebenso die Straße Büssemfeld in Viersen-Rahser.